# Ladenburg (Familie)

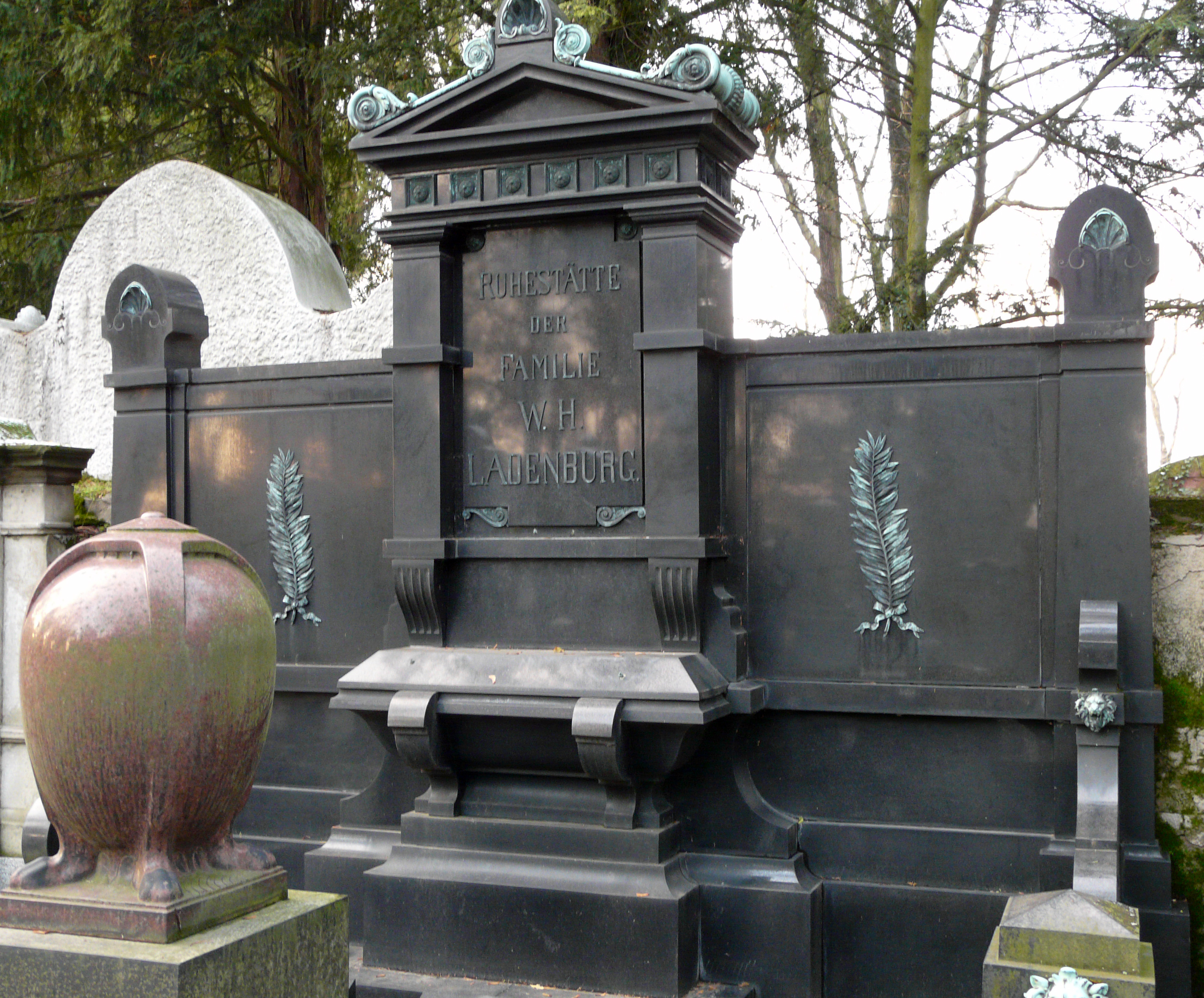
Grabmal der Familie W.H. Ladenburg auf dem jüdischen Friedhof, Mannheim.

Ladenburg ist der Name einer bekannten Mannheimer Familie jüdischer Abstammung aus Ladenburg. Die Vorfahren im Mannesstamm waren Händler in Neuburg an der Donau. Als sie nach Ladenburg übergesiedelt waren, nannten sie sich Neuburger. Moses Zwi Hirsch Neuburger (gestorben um 1765/70) war Rabbiner und Kaufmann in Ladenburg. Sein Sohn Hajum Moses Hirsch Ladenburg(er) (um 1735–1781) kam mit seiner Ehefrau Terza Moyses – später nennt sie sich Theresa Grötzinger – in der Mitte des 18. Jahrhunderts aus Ladenburg nach Mannheim und wurde so zum Stammvater der Mannheimer Familie, die sich folgend auch nach Frankfurt am Main und späterhin in die USA verzweigte.

## Persönlichkeiten
- Wolf Ladenburg (1766–1851), Gründer des Bankhauses Ladenburg in Mannheim (1785)
- Seligmann Ladenburg (1797–1873), Inhaber des Bankhauses W. H. Ladenburg & Söhne, bedeutender Finanzmagnat in Mannheim, Mitbegründer der BASF
- Ludwig Ladenburg (1817–1877), Bankdirektor (Namenspate der Ladenburghöhe)
- Carl Ladenburg (1827–1909), Inhaber des Bankhauses W. H. Ladenburg & Söhne in Mannheim, Mitglied des badischen Landtags, Ehrenbürger der Stadt Mannheim (1907)
- Emil Ladenburg (1822–1902), deutscher Bankier, Mitinhaber des Bankhauses Ladenburg
- Ernst Ladenburg (1854–1921), deutscher Bankier, Mitinhaber des Bankhauses Ladenburg
- Leopold Ladenburg (1809–1889), Rechtsanwalt und Nationalökonom, „Pionier des modernen Handelsrechts“
- Albert Ladenburg (1842–1911), deutscher Chemiker
- Eduard Ladenburg (1861–1934), deutscher Bankier
- Rudolf Ladenburg (1882–1952), deutscher Physiker, emigrierte 1932 in die USA und arbeitete am Manhattan-Projekt, dem Bau der Atombombe für militärische Zwecke.